# Charles Dow Richards
Pour les articles homonymes, voir Richards.
Charles Dow Richards (1879-1956), est un juge et un homme politique néo-brunswickois.

## Biographie
Charles Dow Richards est né le 12 juin 1879 à Southampton, dans le comté d'York, au Nouveau-Brunswick.
Il étudie la philosophie et l'économie à l'Université du Nouveau-Brunswick et devient enseignant. Il étudie ensuite le droit et est admis au Barreau du Nouveau-Brunswick comme procureur en 1911, puis avocat en 1912.
Il se lance ensuite en politique et est élu à l'Assemblée législative du Nouveau-Brunswick en 1920 pour le Parti conservateur.
Il est nommé Ministre des Terres et des Mines sous le gouvernement John B.M. Baxter en 1925, puis devient Premier ministre en 1931.
Après avoir dû gérer les conséquences de la Grande Dépression, il quitte la politique en juin 1933, lorsqu'il est nommé à la Cour suprême du Nouveau-Brunswick. Il devient juge en chef de la cour le 3 juin 1948 jusqu'à sa retraite, le 1er octobre 1955.
Il meurt le 15 septembre 1956 à Fredericton.